# 天国のスタア
『天国のスタア』（てんごくのすたあ）は日本テレビ系列で2002年から毎年12月に放送されている特別番組。基本的には年末に放送されるが、2005年に限り年に2度放送された。しかし、2007年以降は放送されていないが、2011年12月16日には『スタア追悼2011 天国への☆ラブレター』（『金曜スーパープライム』枠）として復活特番が放送された。

## 概要
その年、1年間の間に惜しまれつつ亡くなった「天国のスタア」と呼ばれるスターたちを偲ぶ。故人の生前の映像を放送したり、親交の深かった芸能人にインタビューを行ったりして、どのような人物であったかを紹介する。
作曲家、作詞家、歌手、芸人、落語家、俳優、声優、タレント、政治家、作家、漫画家といった著名人たちを主に紹介しているが、まれに一般人（世間に名前の知られた人に限り）が紹介されることもある。

## サブコーナー
- 天国の紅白歌合戦
- 霊界東西寄席
- 天国の名勝負

## 出演者
2007年まで
- 司会：徳光和夫、松本志のぶほか

2011年復活特番
- 司会：中山秀征、関根麻里
- ゲスト：徳光和夫、岩崎宏美、林家三平、手島優、田野アサミ、冨浦智嗣、小島瑠璃子
- ピアノ演奏：佐田詠夢（さだまさしの娘）
- 生中継：小熊美香（日本テレビアナウンサー）
- VTR（順不同）
  - 坂上二郎：東MAX（Take2）、はしのえみ、車だん吉、研ナオコ、野口五郎
  - ピーター・フォーク：ツートン青木、西川史子、石田太郎（刑事コロンボ声優）、香川照之
  - 児玉清：博多華丸、沢木美佳子、福山雅治、島崎和歌子
  - 上原美優：眞鍋かをり、楽しんご、浜田ブリトニー、手島優、上原の父、上原の姉（和代、和美）
  - 田中好子：安達祐実、山田孝之、ゴリ（ガレッジセール）、宮良忍（SHINOBU、元DA PUMP）
  - 滝口順平：阿藤快、にしおかすみこ、小原乃梨子、たてかべ和也、八奈見乗児（顔出しNGのため声のみ）、野沢雅子
  - セーラ・ロウエル：マリアン、川島なお美、田中れいな（モーニング娘。）、石井清一郎（セーラの夫）
  - 墓碑銘2011：宮尾すすむ、原田芳雄、松田直樹、立川談志、湯木博恵（バドミントン選手、新沼謙治の妻）、日吉ミミ、長門裕之
  - 市川森一

## 放送リスト
| 回数   | 放送日         |
| ------ | -------------- |
| 第1回  | 2002年12月19日 |
| 第2回  | 2003年12月25日 |
| 第3回  | 2004年12月1日  |
| 特別編 | 2005年4月5日   |
| 第4回  | 2005年12月21日 |
| 第5回  | 2006年12月28日 |

## スタッフ

### 2007年まで
- 構成：沢口義明（第2回）/後藤直、橋本敦司（第1回ははっしー橋本名義）、高梨武志、倉野満（共に第1回-）／大久保政男
- リサーチ：坂本茜、黒木公彦（共に第1回-）
- 映像：高梨正利（第2回）／村松明
- カメラ：山田祐一（第2回）
- 調整：八木一夫（第2回）／尾山直樹
- 音声：大島康彦（第2回）／白水英国
- 照明：名取孝昌（第2回）
- TM：福王寺貴之（第1回-）／小椋敏宏
- 美術：石附千秋（第1回-）／高津光一郎
- デザイン：磯村英俊（第1回-）
- 装飾：小川洋一（第2回）
- 美術協力：日テレアート（第1回-）
- 中継技術：日本テレビビデオ（第2回）
- 中継ディレクター：糸井峰郎（第2回）
- 中継TD：森山新（第2回）
- 編集：山下靖史（第2回）／西牟田吉義
- MA：中村巖（第2回）／冨安敏明
- 音楽効果：橋本いづみ（第1回-）／中山和人
- TK：塚越倫子（第1回-）／橋本美幸
- CG制作：樋口雅克（第1,2回はCG）
- ロゴデザイン：佐藤雅樹（第2回）
- FM：小松龍二（第2回）
- DSS：佛田珠美（第2回）
- 編成：桑原丈弥（第2回）
- 広報：西端薫（第2回）
- 制作進行：三門綾子（第2回、第1回はAP）
- デスク：安永美和（第1回-）
- 演出補：松浦亜弥（第2回）、柳生雄木（第1回-）／村田真之、松下貴之、渡辺敦成、飯塚尊
- AP：田中美穂子（第1回-）、菅原由芳（第2回）／熊田靖士、有吉由美
- ディレクター：箕野ちえみ、辻野伸行、長嶋永知、成田理、高安克明、島田総一郎、石島良治、対馬敦、中川義規、峰添忠（箕野・辻野・石島・峰添→第1回-、長嶋・成田・高安・島田・対馬・中川→第2回）／大澤葉子、古谷英治、武井拓道、沼波恭一、落合圭太、鈴木孝弥、中村克之、相川武史、小川剛、松本明人、田中真一
- プロデューサー：武井泉、中川幸美、加藤晋也、山岡さゆり、畑岡重美、伊藤耀治/大野彰作（武井・中川・加藤・畑岡→第1回-、山岡・伊藤・大野→第2回）／環真吾、富澤正義
- 制作協力：東阪企画、CR-NEXUS、ユニオン映画、GOLGO、ムーブマン（東阪・CR・ユニオン・ムーブ→第1回、GOLGO→第2回）／LUCAS
- 企画・演出・プロデューサー：尼崎昇（第1回は総合演出兼務）
- チーフプロデューサー：中山良夫（第2回）／政橋雅人
- 製作著作：日本テレビ

#### 過去のスタッフ
- 構成：結田雷三（第1回）
- リサーチ：張眞英（第1回）
- 映像：米田博之（第1回）
- カメラ：榎本丈之（第1回）
- 調整：杉本裕治（第1回）
- 音声：今野健（第1回）
- 照明：渡辺一成（第1回）
- 装置：新田浩之（第1回）
- 電飾：宮澤京子（第1回）
- 技術協力：NTV映像センター（第1回）
- 編集：相澤英直（第1回）
- MA：菅井裕一（第1回）
- FM：小松慎次郎、松島大悟（共に第1回）
- 編成：田中芳樹（第1回）
- 広報：柳沢典子（第1回）
- 演出補：中村下駄男（第1回）
- AP：石井悦美、金山薫子（共に第1回）
- ディレクター：藤好耕、大野聰介、浅井忠、佐々木宏帆、木村憲犬、狩野丈志、松尾和人、吉田たかし、奥崎哲典、稲葉則央（共に第1回）
- プロデューサー：小泉哲朗、新井正明（共に第1回）
- 制作協力：トップシーン（第1回）
- チーフプロデューサー：小湊義房（第1回）

### 2011年復活特番
- 企画・総合演出：尼崎昇
- 構成：沢口義明、外山信行、高梨武志、下河内一雄、坂本茜
- 音楽：佐田詠夢
- 音楽監督：八野行恭
- TM：江村多加司
- SW：村松明
- CAM：榎本丈之
- MIX：今野健
- AUD：寺田恭子
- VE：天内理絵
- VTR：飯島友美
- LD：下平好実
- 美術プロデューサー：林健一
- 美術：波多野真理
- 美術協力：日テレアート
- 大道具：堀北剛
- 小道具：高橋吉彦
- EED：佐藤敦哉
- MA：梶山恭一
- 技術協力：NiTRo
- 編集：まるビデオ
- バーチャル：中村桂子
- CGデザイン：嵯野ともこ
- レコーディング協力：西山潔（サウンド・シティ）
- 編成：稲垣眞一
- 広報：友定絋子
- TK：長坂真由美
- 音効：橋本いづみ
- AD：松下貴之、金川紗希、冨士和世、竹内健太
- デスク：安永美和
- AP：城美幸、有吉由美
- ディレクター：相川武史、中野伸郎、本山崇、峰添忠、狩野丈志、吉濱明秀、飯塚尊
- 演出：碓田千加志
- プロデューサー：滝澤真一郎、武井泉、山崎成実、熊田靖士、三門綾子/遠藤正累
- チーフプロデューサー：松岡至
- 制作：森實陽三
- 制作協力：東阪企画、CR-NEXUS
- 製作著作：日本テレビ